# Eckerle
Eckerle este o companie producătoare de componente auto din Germania.
Compania are o cifră de afaceri anuală de aproximativ 130 milioane de euro.
Fondat în 1968 în Germania, grupul s-a extins după 1990 cu două centre în Ungaria și Germania, un centru în Mexic și cu noi unități în România și Brazilia.
Grupul avea peste 2.100 de angajați în anul 2008.

## Eckerle în România
Compania este prezentă în România din anul 2003, iar din anul 2005 deține o fabrică proprie la Cluj-Napoca.
Din anul 2008 deține și un punct de lucru în localitatea Ocna Mureș din județul Alba.
Subsidiarele din România ale concernului sunt companiile Eckerle Automotive și Eckerle Industrie, care au obținut în anul 2008 o cifre de afaceri de 5 milioane euro, și respectiv 1,7 milioane euro.
În anul 2008, Eckerle deținea în Romania 860 de salariați, 720 dintre aceștia lucrând în cadrul companiilor Eckerle Automotive și Eckerle Industrie din Cluj-Napoca, restul de 140 lucrând la Ocna Mureș.